# Zhangjiazuitou Shuiku
Zhangjiazuitou Shuiku är en reservoar i Kina. Den ligger i den autonoma regionen Ningxia, i den nordvästra delen av landet, omkring 290 kilometer söder om regionhuvudstaden Yinchuan. Trakten runt Zhangjiazuitou Shuiku består i huvudsak av gräsmarker.
Genomsnittlig årsnederbörd är 638 millimeter. Den regnigaste månaden är september, med i genomsnitt 132 mm nederbörd, och den torraste är december, med 2 mm nederbörd.